# バロンズ
バロンズ（Barron's）は、ダウ・ジョーンズから発行されている週刊投資金融情報専門紙である。日本経済新聞社から発行されている日経ヴェリタスのモデルになった。